# Radosław Hyży
Radosław Hyży (Strzelno, 8 febbraio 1977) è un ex cestista polacco.

## Carriera
Ha giocato nella nazionale polacca, con cui ha disputato i Campionati europei del 2007.

## Palmarès
- Coppa di Polonia: 2

Śląsk Breslavia: 2004, 2005